# Iglesia de San Juan Bautista (Berzocana)
La iglesia de San Juan Bautista es un inmueble de la localidad española de Berzocana, en la provincia de Cáceres. Cuenta con el estatus de bien de interés cultural.

## Descripción
El templo se encuentra bajo la advocación de San Juan Bautista. Construida en piedra cantería, albergaría restos de los santos Fulgencio y Florentina. Aparece descrita en el cuarto volumen del Diccionario geográfico-estadístico-histórico de España y sus posesiones de Ultramar de Pascual Madoz, en la entrada correspondiente a Berzocana, de la siguiente manera:

igl. parr. con la advocacion de San Juan Bautista; el edificio es bellísimo y de sólida construccion, con paredes y bóvedas de piedra canteria perfectamente labrada, y en la torre un buen reloj; en una elegante capilla del templo, levantada á espensas del pueblo en 1.º de junio de 1610, se custodian y veneran los restos mortales de los santos Fulgencio y Florentina, hermanos, hallados ó descubiertos en aquel valle el 26 de octubre, sin saberse de qué año, aunque se asegura fué en tiempo del rey D. Alonso XI: las cabezas de estos santos, con sus mandíbulas y algunos huesos, se hallan colocadas en dos relicarios de plata sobredorada y los demas despojos, en una arquita de ébano en forma de pirámide, embutida de nácar y marfil, y tachonada de clavitos dorados; todo esto encerrado en una área de alabastro que fué donde se hallaron y está colocada en el altar de la capilla con sus correspondientes puertas y llaves
(Madoz, 1846, p. 283)

El 28 de octubre de 1977 el inmueble fue declarado monumento histórico-artístico de carácter nacional. El 20 de febrero de 2024 la iglesia fue declarada bien de interés cultural con la categoría de monumento, mediante un decreto publicado en el Boletín Oficial del Estado el 12 de marzo de ese mismo año.